# 临水红霞
临水红霞又名桃花庵，是扬州清代的一个园林，扬州北郊二十四景之一，在迎恩河东岸。旧址在今长春桥东北一带。毗邻平冈艳雪。
临水红霞是并州同周柟别业，建于乾隆年间。种植桃树数百株。晋商尉涵（山西省平阳府太平县师庄人，今襄汾县赵康镇）收购后重修，增植桃柳。，有桃花庵、枕流亭、螺亭、穆如亭、飞霞楼、红霞厅、见悟堂、莲香阁等建筑，南接长春桥。见悟堂为僧舍，由尉家掌柜柴宾臣聘请南京承恩寺和尚道存居住。